# Centre Eaton de Montréal

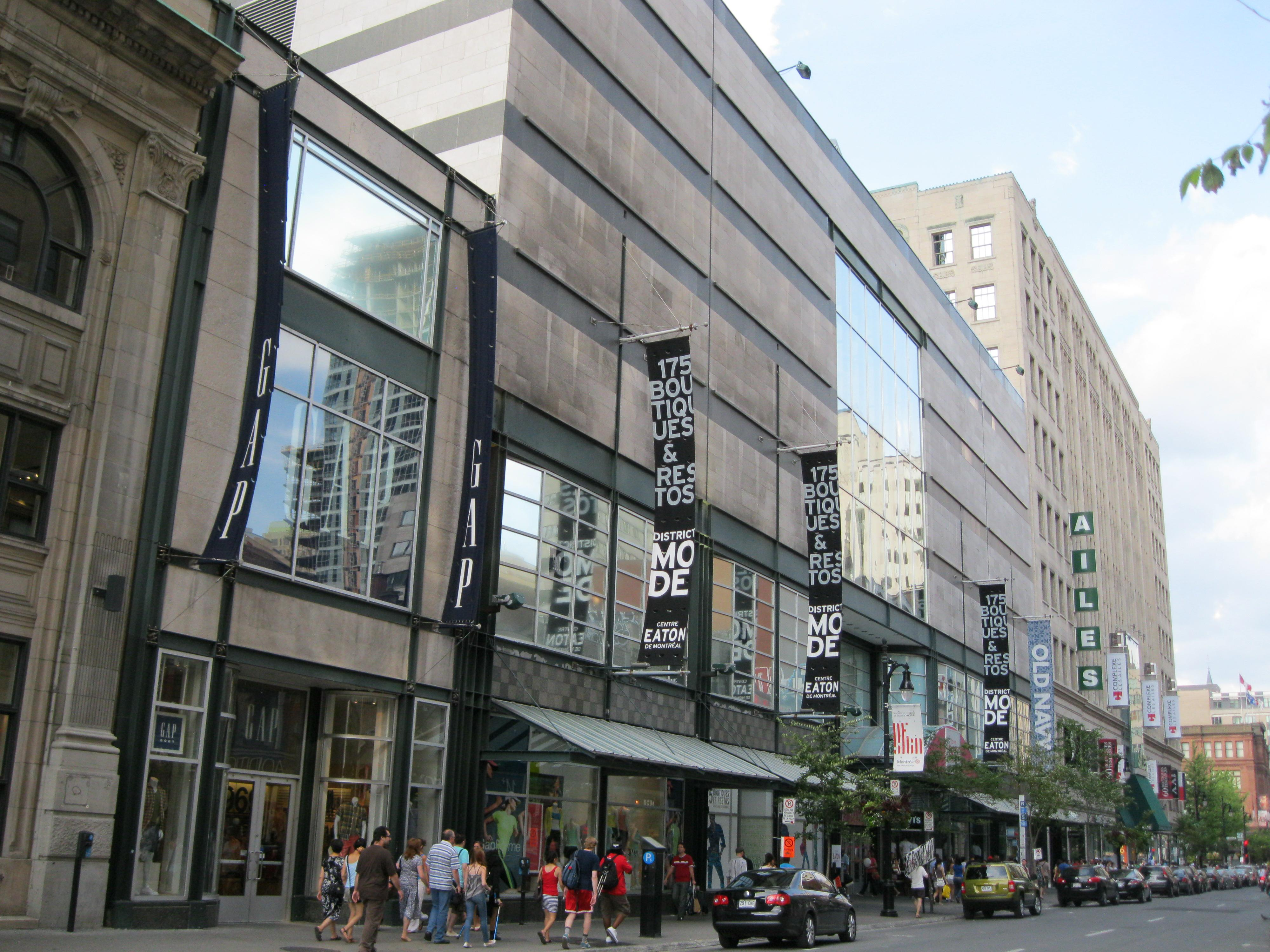
Centre Eaton de Montréal
705, rue Sainte-Catherine Ouest

Le Centre Eaton de Montréal est un centre commercial situé à Montréal au Québec. Il compte de nombreux étages et il est relié au Montréal souterrain. De plus, il est situé sur la rue Sainte-Catherine, la plus importante rue commerciale de Montréal.
Le Centre Eaton de Montréal est le plus grand centre commercial du centre-ville, rassemblant plus de 200 boutiques, restaurants, services (dont un bureau de change ainsi qu'un stationnement intérieur). Il reçoit 28 millions de visites par an.
Le centre commercial appartient à Ivanhoé Cambridge.

## Localisation
Le Centre Eaton de Montréal est situé sur la rue Sainte-Catherine Ouest, qui comprend aujourd'hui un centre commercial plus récent et le magasin d'origine, maintenant rénové. Le centre est lié à la station McGill et au Montréal souterrain. Son entrée principale est du côté nord de la rue Sainte-Catherine, à l'est de la Place Montréal Trust.
Le centre commercial comporte quatre étages ouverts au public ainsi qu'une centaine de magasins et une aire de restauration.

## Historique

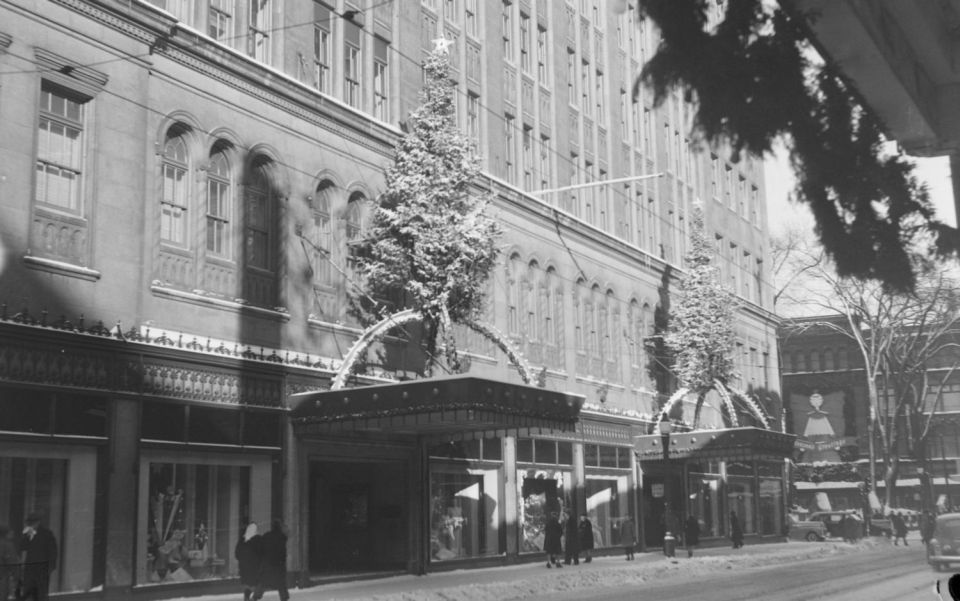
Centre Eaton, décembre 1946.

C’est le centre commercial « Les Terrasses » qui a amorcé le développement du futur Centre Eaton de Montréal. L'ouverture officielle du centre commercial surmonté d'un immeuble de bureaux a lieu en 1976. La section sud de la rue Victoria fut alors utilisée pour le construire, le rendant ainsi adjacent au grand magasin Eaton.
« Les Terrasses » finit par fermer et une rénovation se produit entre 1989 et 1990 qui comprend la démolition du centre commercial et une modernisation de l'édifice,. Il est remplacé par le Centre Eaton de Montréal dont l'ouverture a lieu le 14 novembre 1990,.
Le centre « Les Terrasses » et Centre Eaton de Montréal est alors géré par Rouses Corporation Development et Development York Hannover (entre les années 1978 et 1993). En 1993, Ernst and Young prend les commandes du centre commercial et fait une importante expansion. Par la suite, en mars 1994, le Centre Eaton de Montréal est géré par Services de Gestion CEM Inc. (Services de Gestion du Centre Eaton de Montréal), et ce, jusqu'en septembre 1997.La société Cadillac Fairview Ltée prend alors la relève de la gestion de l'immeuble. Puis, Ivanhoé Cambridge (alors Ivanhoe Inc.) achète les lieux et devient, dès le 1er juillet 2000, le seul propriétaire et gestionnaire du Centre Eaton de Montréal en cédant en échange à Cadillac Fairview toutes les parts qu'elle déténait du Carrefour Laval et des Promenades Saint-Bruno,.
Par suite de la faillite de Eaton en 1999, le grand magasin adjacent est redéveloppé pour devenir en août 2002 le Complexe les Ailes aux étages inférieurs, avec des bureaux aux étages supérieurs portant le nom Le 1500 et ayant sa façade sur le boulevard Robert-Bourassa,.
Le mercredi 17 avril 2013 est inauguré le Musée Grévin Montréal dans les locaux de l'ancien cinéma Famous Players Centre Eaton 6 au 5e niveau du Centre Eaton. Le musée a fermé ses portes en 2021 à cause d'une baisse du nombre de visiteurs en raison de la pandémie de la COVID-19.
En mars 2014, le propriétaire du Centre Eaton et du Complexe les Ailes adjacent annonce qu'il entend joindre les deux et renommer l'ensemble. Il compte aussi faire des rénovations pour leur donner une meilleure uniformité. Il est par contre décidé plus tard que le Complexe Les Ailes sera utilisé pour prolonger le Centre Eaton dont le nom de ce dernier sera maintenu pour le complexe fusionné.
En mars 2023, il est annoncé que le Restaurant Eaton Le 9e rouvrir au neuvième étage à la fin de l'année 2023.

## Transports

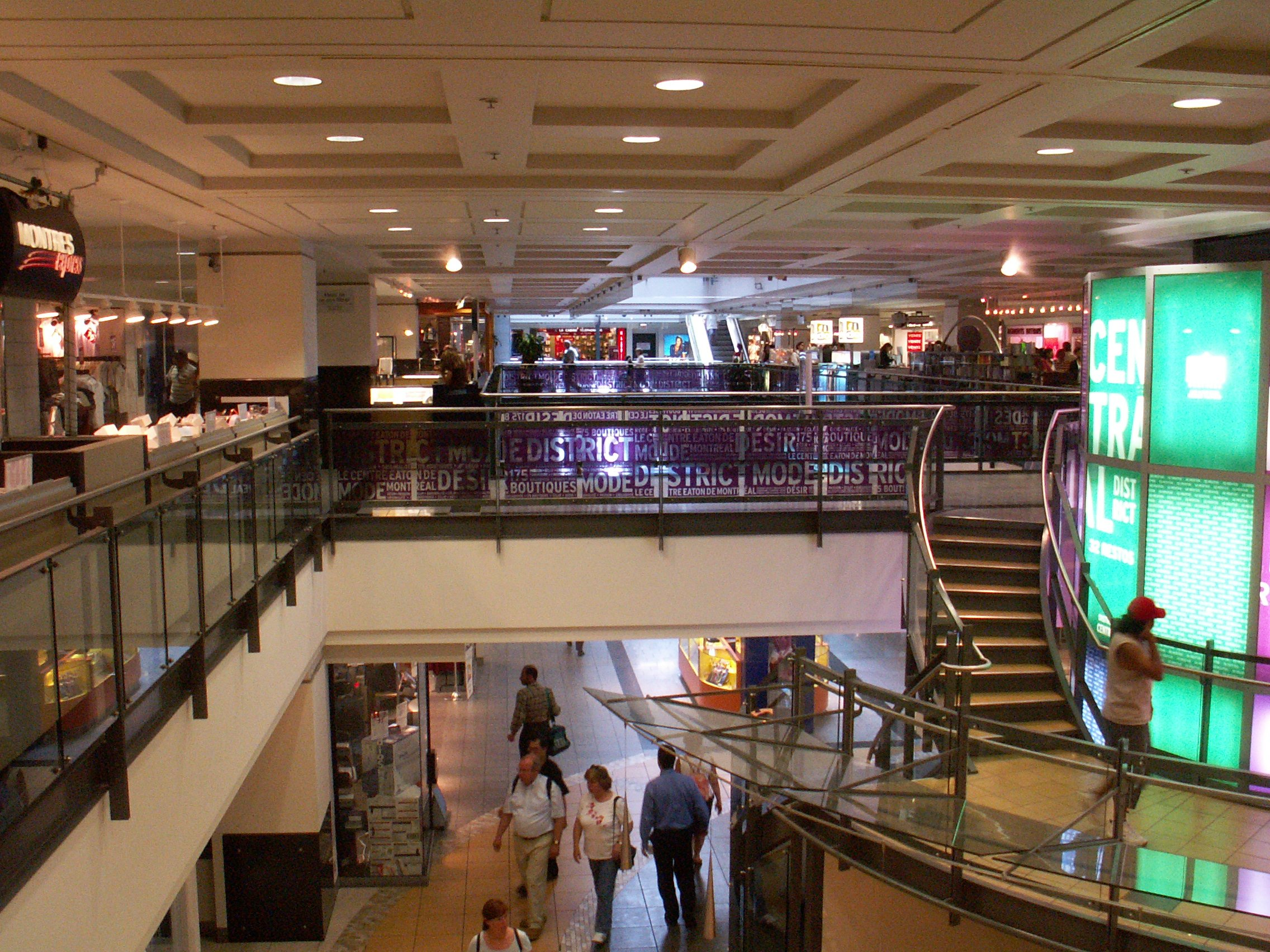
Niveaux souterrains, un lien dans le RÉSO

Le Centre Eaton de Montréal est situé au cœur du Montréal souterrain (RÉSO), au cœur du centre-ville ; un tunnel passant sous la rue Sainte-Catherine le relie à la Place Ville Marie. Sous l'Avenue McGill College, le complexe est directement connecté à la Place Montreal Trust. Sur le côté est, il est relié au Complexe Les Ailes.
Une station de métro s'y connecte directement : la station McGill.